# Fulano (álbum)
Fulano es el primer álbum de estudio del grupo chileno Fulano lanzado en 1987 por el Sello Alerce. Es considerado un álbum de culto de la música chilena debido a su originalidad, creatividad y virtuosismo, con referentes musicales inéditos para la época y contexto tales como Frank Zappa, Weather Report y Magma, en medio de la dictadura militar pinochetista. No obstante lo vanguardista del álbum, fue un éxito de ventas, destacándose la presentación del mismo en el Estadio Nataniel de Santiago frente a 4000 personas.

## Temas
1. Fulano (Vivanco y Crisosto) - (5:51)
2. Maquinarias (Crisosto) - (4:24)
3. Tango (Fulano) (2:53)
4. Fruto del goce (Vásquez) - (11:32)
5. Suite Recoleta (Vivanco) - (6:17)
6. El calcetín perseguido (Vivanco) - (2:42)
7. 1989 (o esto no es bueno ni malo sino muy por el contrario) (Crisosto) - (10:32)

## Créditos
- Jaime Vivanco: composición y teclados
- Cristián Crisosto: composición, saxos y flauta traversa.
- Jaime Vásquez: composición, saxos y flauta traversa
- Arlette Jequier: voz y clarinete
- Jorge Campos: bajo
- Guillermo Valenzuela: batería